# Ami Norimatsu
Ami Norimatsu (則松 亜海, Norimatsu Ami), également connue sous son ancien nom de scène Ami Yumeka (夢華 あみ, Yumeka Ami), née le 19 juin 1991 à Chiba au Japon, est une chanteuse et actrice principalement active dans le domaine de la comédie musicale.

## Biographie

### Formation
Originaire de Chiba, Ami Norimatsu fréquente le lycée pour filles Keio.
En 2008, elle intègre la Takarazuka Ongaku Gakkō, l'école de musique et de danse dédiée aux jeunes filles souhaitant intégrer la compagnie féminine Takarazuka. En 2010, elle est diplômée lors de la 96e promotion de la Revue Takarazuka, où elle se classe 1ère. Cette promotion comporte également Miyu Sakihi, future tête d'affiche de la Troupe Neige.
Spécialisée dans les rôles féminins (Musumeyaku), elle prend alors pour nom de scène Ami Yumeka.

### Epoque Takarazuka
En 2010, elle fait ses débuts dans la Troupe Lune de la Revue Takarazuka avec The Scarlet Pimpernel. Quelques mois plus tard, elle est affectée à la Troupe Neige. Elle se distingue rapidement par ses capacités de chanteuse et d'actrice ; la même année, elle est sélectionnée pour jouer l'héroïne Leah Cohen dans Roger.
Courant 2011, elle interprète Juliette Capulet dans Roméo et Juliette au Grand Théâtre. Sur la même période, elle s'illustre dans le rôle principal de Beyond the Blaze.
En 2013, elle campe Marie-Antoinette dans la nouvelle production de La Rose de Versailles.
Le 9 février 2014, elle quitte la Revue Takarazuka après avoir joué dans Shall we Dance?.

### L'après Takarazuka
Après avoir quitté la compagnie, elle reprend son véritable nom, Ami Norimatsu.
En 2015, elle s'illustre dans son premier projet hors de la Revue : Titanic, la comédie musicale de Maury Yeston et Peter Stone. Elle y interprète Kate McGowan, une jeune irlandaise passagère de 3eme classe, qui s'éprend du solitaire Jim Farrell (Yūta Furukawa). Le metteur en scène Tom Sutherland définit la comédienne en ces termes : « La voix cristalline de Norimatsu exprime l'espoir de l'avenir. Kate embarque à bord d'un navire en direction d'un monde nouveau, et je suis sûr qu'elle saura exprimer avec ardeur cet espoir pour le futur ».
Suite à sa performance dans Titanic, Ami Norimatsu a participé à de nombreux spectacles musicaux dont 1789, The Scarlet Pimpernel ou encore Nine. Elle a notamment travaillé sous la direction des metteurs en scène Shūichirō Koike et Shuntarō Fujita.

## Vie privée
Elle est mariée à Daisuke Watanabe, son partenaire de 1789, depuis 2020.

## Performances scéniques principales

### Revue Takarazuka
- 2010 : The Scarlet Pimpernel : la servante, ensemble

- 2010 : Roger : Leah Cohen
- 2010 : First Love : Natalie
- 2011 : Roméo et Juliette : Juliette Capulet
- 2011 : Beyond the Blaze : Anne
- 2012 : Don Carlos : Princesse Eboli
- 2012 : JIN : Tose / la nourrice
- 2013 : Wakaki Hi no Uta wa Wasureji : Setsuko
- 2013 : La Rose de Versailles : Sophia puis Marie-Antoinette
- 2013 - 2014 : Shall we Dance? : Rigitte

### Hors Takarazuka
- 2015 : Titanic : Kate McGowan
- 2016 / 2018 : 1789 : Les Amants de la Bastille : Lucile Desmoulins
- 2016 / 2017 : The Scarlet Pimpernel : Marie Grosholtz
- 2017 : Asahinaga : Yasuko Fukudome
- 2017 : Ninjin
- 2018 : Mata Hari : ensemble
- 2020 : Nine : Lina Darling
- 2021 : Don Juan : ensemble, meneuse des chanteuses
- 2022 : Miss Saigon : Gigi